# 平壤貞柏寺院

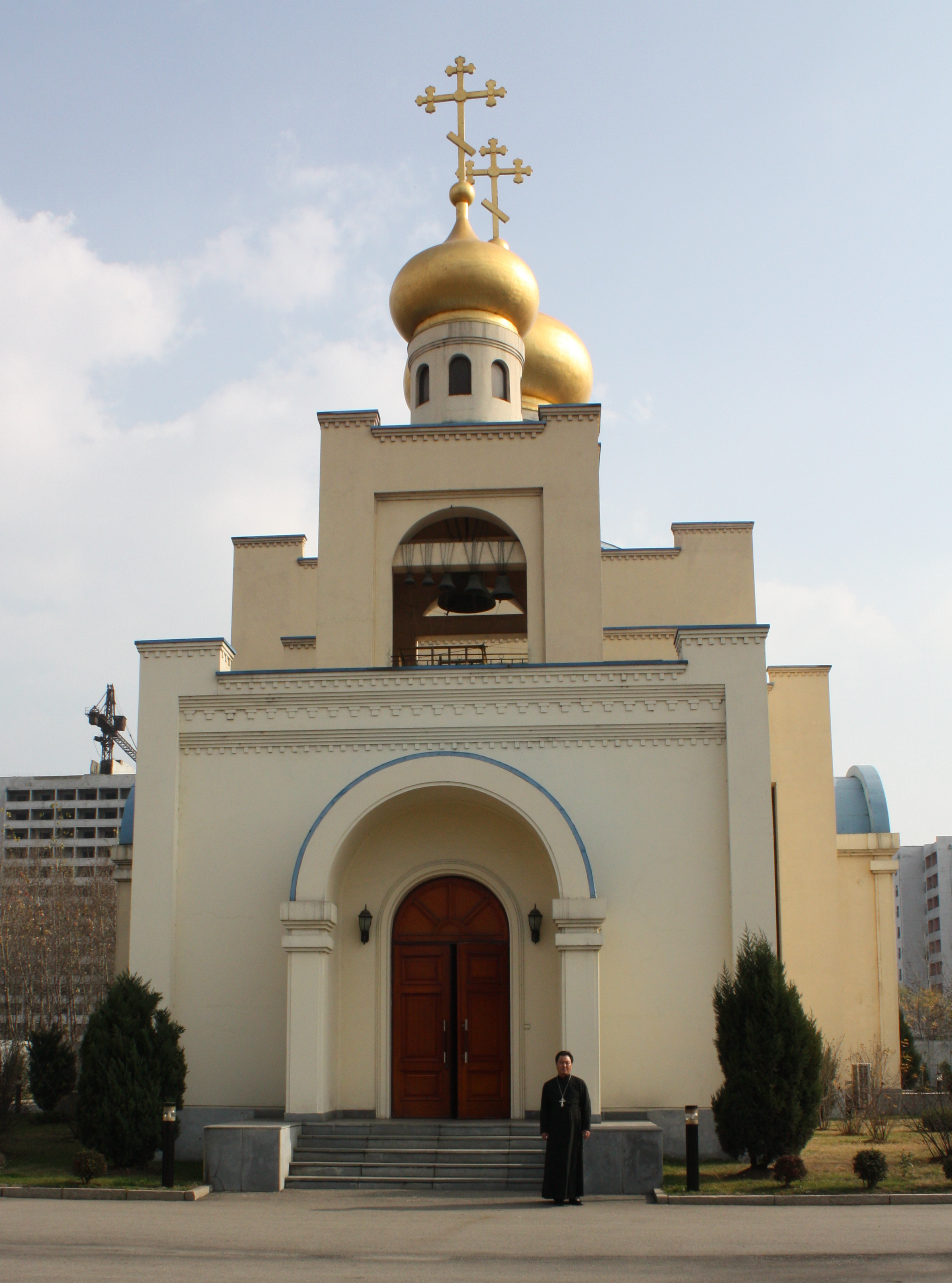

平壤貞柏寺院（韓語：평양정백사원），正式名稱為施生命之三位一體東正教堂（The Church of the Life-Giving Trinity），俗稱平壤東正教堂。位於朝鮮民主主義人民共和國的首都平壤市南部的樂浪區域之貞柏洞，臨近大同江畔著名的「統一大街」之一側。它在2003年6月舉行動土儀式；2006年8月13日舉行落成大典。屬近年朝鮮興建的第四座教堂，也是第一座東正教教堂，歸屬俄羅斯正教會管理共佔地7,000平方公尺，能容納約200多人。教堂由兩位年約30多歲的朝鮮籍的東正教神父主持，費奧多爾•金圓義（Kim Hwe-ir） 與伊旺•羅關契霍 （Ra Kwan-chkhor），他們於2003年由朝鮮政府允許領受俄國東正教洗禮，並前往莫斯科進修神學，並於2006年被莫斯科牧首基里爾一世祝聖為司祭。每星期六、星期日及基督宗教節日都會舉行宗教活動。每年俄國東正教會亦會派主教至該教堂舉行聖禮。
2024年弗拉基米爾·普京訪問北韓期間，弗拉基米爾·普京亦有造訪平壤貞柏寺院，並贈送天主聖三畫像。

## 建築
外觀：粉紅色外牆的宏偉建築物，配以圓形的雕花玻璃窗及細柱圍起的拱門，有一座東正教鐘樓與兩個斯拉夫式洋蔥圓頂，並帶有斯拉夫式八角十字架。
內貌：教堂內有一聖像屏風其上滿布東正教聖人聖像畫最頂端為聖母幈幪聖像，聖像璧後至聖所為司祭主持侍奉聖禮所在，供有耶穌基督聖像畫，祭臺上擺著東正教式七燈台，左側有聖母瑪利亞的聖像畫，並點著長明燈。

## 外部連結
- 平壤的教堂和宗教生活，新華通訊社
- 北韓新俄羅斯正教堂點燃開放宗教的希望，天亞社中文網
- 평양정백사원 （页面存档备份，存于），韓國和平基金會

38°59′N 125°45′E / 38.98°N 125.75°E